# نوتریشیا

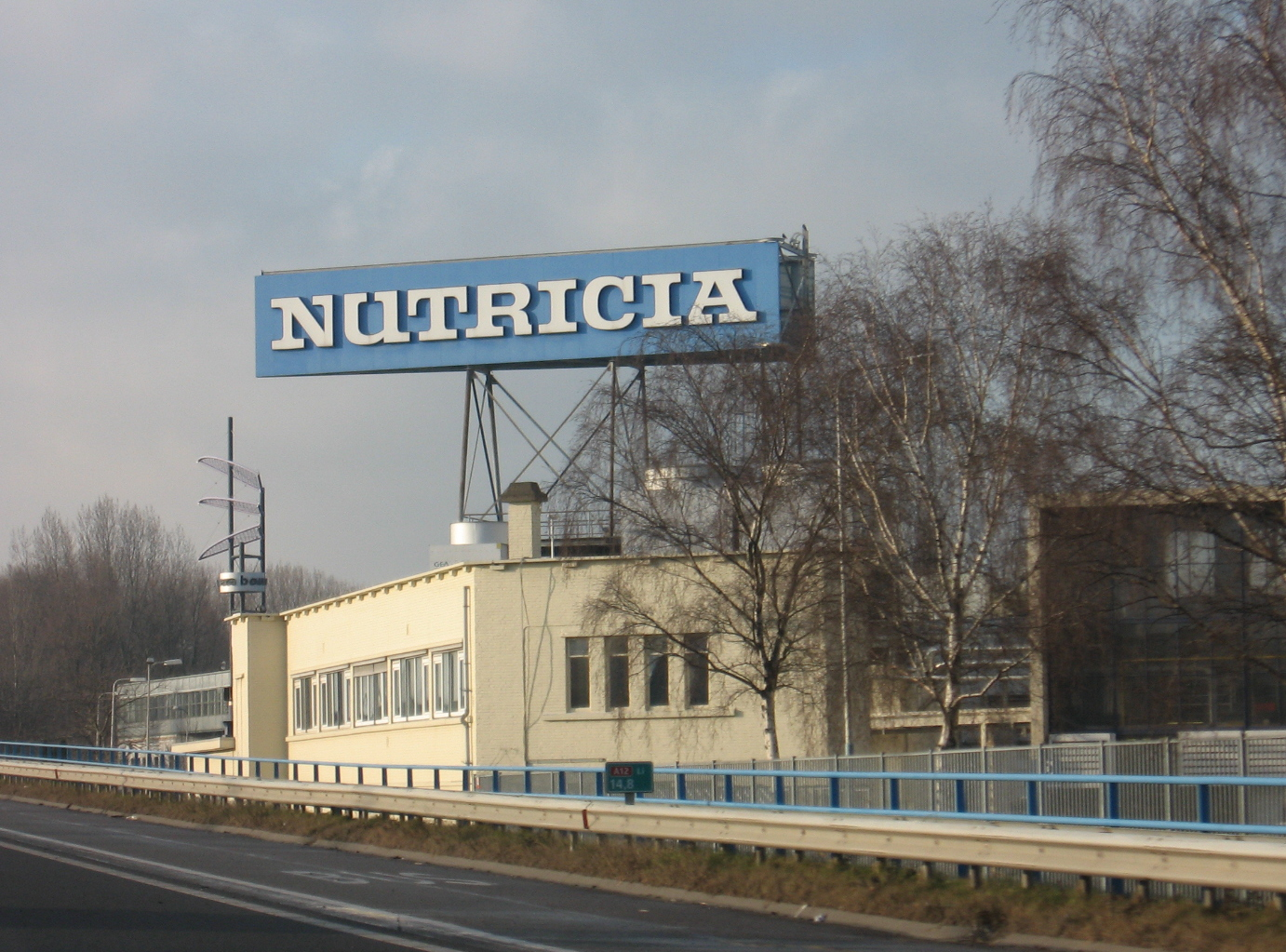
شرکت تولید فرآورده های غذایی نوتریشیا

شرکت نوتریشیا بخشی از گروه تجاری دانون است که تخصص آن تولید فراورده‌های غذایی درمانی، تغذیه بالینی یا کلینیکی است و همچنین طیف وسیعی از فرآورده‌های غذایی شیرخواران و نوزادان با نیازهای خاص تا تغذیه مادران شیرده را دربرداشته و در کنار آن غذاهای بیماران خاص، غذاهای رژیمی و فراورده‌های غذایی بالینی یا کلینیکی ویژه را نیز تولید و روانه بازار می‌نماید.